# Incaspiza laeta
Incaspiza laeta là một loài chim trong họ Thraupidae. Chúng là loài đặc hữu của Peru.